# Christine O'Keefe
Pour les articles homonymes, voir O'Keefe.
Christine Margaret O'Keefe est une mathématicienne et informaticienne australienne dont les recherches portent sur la géométrie finie, la sécurité de l'information et la confidentialité des données. Elle est chercheuse au CSIRO et a été l'auteur principal d'un rapport de 2017 du Bureau du commissaire australien à l'information (en) sur les meilleures pratiques pour la désidentification (en) des données d'identification personnelle.

## Biographie
Christine O'Keefe est titulaire d'un bachelor de l'université d'Adélaïde, ayant initialement l'intention d'étudier la médecine mais y a obtenu des honneurs de première classe en mathématiques en 1982. Elle est retournée à Adélaïde pour des études doctorales en 1985 et a terminé son doctorat en 1988. Sa thèse, intitulée Concerning {\displaystyle t}-spreads of {\displaystyle PG((s+1)(t+1)-1,q)}, était supervisée par Rey Casse,.
Elle a été chargée de cours et chargée de recherche à l'université d'Australie-Occidentale de 1999 à 2001, date à laquelle elle est revenue à l'université d'Adélaïde. À Adélaïde, elle a travaillé comme conférencière, maître de conférences, boursière de la reine Élisabeth II et chercheuse principale.
Ses intérêts de recherche sont passés de la géométrie finie à la sécurité de l'information et pour effectuer ce changement, elle a déménagé en 2000 d'Adélaïde au CSIRO. Au CSIRO, elle a fondé le groupe de la sécurité de l'information et de la confidentialité en 2002, est devenue chef du groupe informatique de la santé en 2004, est devenue responsable du thème pour les données et informations sur la santé en 2006 et directrice des opérations stratégiques pour la recherche nationale sur la santé préventive en 2008.
Tout en faisant cela, elle a étudié pour un MBA à l'université nationale australienne, obtenu en 2008. Elle est devenue directrice du Population Health Research Network Center et professeure de sciences de la santé à l'université Curtin de 2009 à 2010 avant de retourner au CSIRO en tant que responsable scientifique de la vie privée et de la confidentialité au département de mathématiques, d'informatique et de statistique du CSIRO.

## Prix et distinctions
Christine O'Keefe est membre de l'Institut de combinatoire et ses applications (ICA) depuis 1991. En 1996, O'Keefe a reçu la médaille Hall de l'ICA pour son travail en géométrie finie. Elle a reçu la médaille de la Société mathématique australienne  en 2000, la première femme à gagner la médaille et la même année est devenue membre de la Société mathématique australienne. Bien que la citation de la médaille ait principalement discuté des travaux d'O'Keefe en géométrie finie, comme la découverte de nouveaux hyperovales (en), elle comprenait un paragraphe sur ses recherches utilisant la géométrie dans le partage secret, un précurseur de ses travaux ultérieurs sur la sécurité de l'information.